# Крецой, Миклош
Миклош Крецой (Кретцои, венг. Kretzoi Miklós, 9 февраля 1907, Будапешт, Венгрия — 15 марта 2005) — венгерский палеонтолог и геолог, специализировался на позвоночных.

## Биография
Родился и вырос в Австро-Венгрии. Окончил Будапештский университет, где он был в 1929/1930 годах доктором философии по геологии, палеонтологии и географии. С 1926 по 1930 год работал в Венгерском королевском институте геологии как волонтёр, а в 1930-1933 годах присоединился к геолого-картографической работе по изучению равнин и почвоведения. С 1933 по 1941 год работал геологом и геофизиком. 
В последующие годы работал в Музее естественной истории Венгерского национального музея, где он был до 1946 года заместителем куратора коллекции геологии и палеонтологии, а с 1945 года — начальником отдела и директором новосозданной «коллекции позвоночной палеонтологии и сравнительной остеологии». Этот пост Крецой занимал до 1 марта 1950 года, когда он вернулся в Государственный институт геологии Венгрии, был  его директором и научным консультантом. В 1951 году он взял на себя управление первой и крупнейшей коллекцией позвоночной палеонтологии Венгрии. Затем стал заведующим кафедрой зоологии и антропологии Дебреценского университета имени Лайоша Кошута.
Даже после его выхода на пенсию в 1974 году, он оставался до 1986 года научным сотрудником в Венгерской академии наук. Он присоединился к работе Венгерского общества исследований карста и пещер вскоре после его воссоздания, в возрасте почти шестидесяти лет. С 1962 по 1965 год он был его сопредседателем и долгое время входил в состав консультативного совета. В знак признания его заслуг в 1986 году Общество избрало его своим почётным членом.
Во время своего творческого периода Крецой принимал участие в многочисленных научно-исследовательских проектах и описал много новых видов. Его поле деятельности включало мелких млекопитающих, плотоядных животных, приматов, непарнокопытных, хоботных и китов. Также он занимался палеонтологическим изучением биологической активности и птиц; особое внимание Крецой уделял хищникам. Он известен открытием и публикацией находок древних гоминидов, исследованием нескольких всемирно известных палеонтологических местообитаний и обработкой костного материала с археологических раскопок. За время, пока он руководил раскопками в Рудабанье (с 1970 по 1978 год), были обнаружены останки 75 приматов, включая новый вид Rudapithecus hungaricus возрастом 12–8 миллионов лет.
В 2003 году Венгерский национальный музей опубликовал обобщающий том его исследований.

## Описаны таксоны
- Анапитек
- Кошкообразные (Feliformia) — подотряд класса Млекопитающие.

## Работы
- Miklós Kretzoi: "Die Raubtiere der Hipparionfauna von Polgardi." Annales Instituti Geologici Hungarici 40 (3), 1952, 5-42
- Miklós Kretzoi: "The Significance of the Rudabánya Prehominid Finds in Hominization Research." Acta Biologica Academiae Scientiarum Hungaricae 31, 1980, S. 503-506.
- Miklós Kretzoi, Viola T. Dobosi (Hrsg.): "Vértesszőlős. Site, Man and Culture." Akadémiai Kiadó, Budapest 1990, ISBN 963-05-4713-9
- Miklós Kretzoi: "The fossil of Hominoids Rudabánya (Northeastern Hungary) and early hominization." Magyar Nemzeti Múzeum, Будапешт 2002 (2003), ISBN 963-9046-87-6